# Colorado National Monument
Colorado National Monument is een als nationaal monument erkend natuurgebied in de Amerikaanse staat Colorado. Het park ligt in de buurt van de stad Grand Junction, in het westen van de staat. Plaatselijk wordt het veelal The Monument genoemd. Het valt onder het beheer van de National Park Service.

## Geografie
Het park is een half-woestijn gelegen hoog op het Colorado Plateau. Het is een gebied met een brede variatie aan wild en vegetatie. Men kan er wandelen, paardrijden, fietsen of toeristische tochten maken met de wagen. Vlakbij zijn de Book Cliffs en de grootste afgetopte berg ter wereld: de Grand Mesa.
De bekendste attractie is de Monument Canyon, die zich uitstrekt over de ganse breedte van het park, en rotsformaties omvat zoals Independence Monument, de Kissing Couple, en Coke Ovens.

## Geschiedenis
Het gebied werd voor het eerst geëxploiteerd door John Otto, die in het begin van de 20ste eeuw in Grand Junction kwam wonen. Voorheen werden de canyons als ontoegankelijk voor mensen geacht. Otto begon paden aan te leggen op het plateau en in de canyons. Naarmate zijn werk en ook de pracht van het gebied meer bekendheid verwierf begon de lokale krant te lobbyen voor erkenning als nationaal monument. Dit gebeurde uiteindelijk in 1911. Otto werd ingehuurd als de eerste park ranger, die het toezicht bleef houden over de aanleg van paden en wegen.

## Wandelpaden
Het park telt talrijke wandelpaden, van verschillende lengtes en moeilijkheidsgraad. In het park kunnen de zomerstormen plots overstromingen veroorzaken en wandelpaden onbegaanbaar maken. Men komt er ook ratelslangen tegen en het is er overal ruw terrein. Hoewel de paden goed onderhouden zijn, is alleen op stap gaan niet verstandig.

## Afbeeldingen

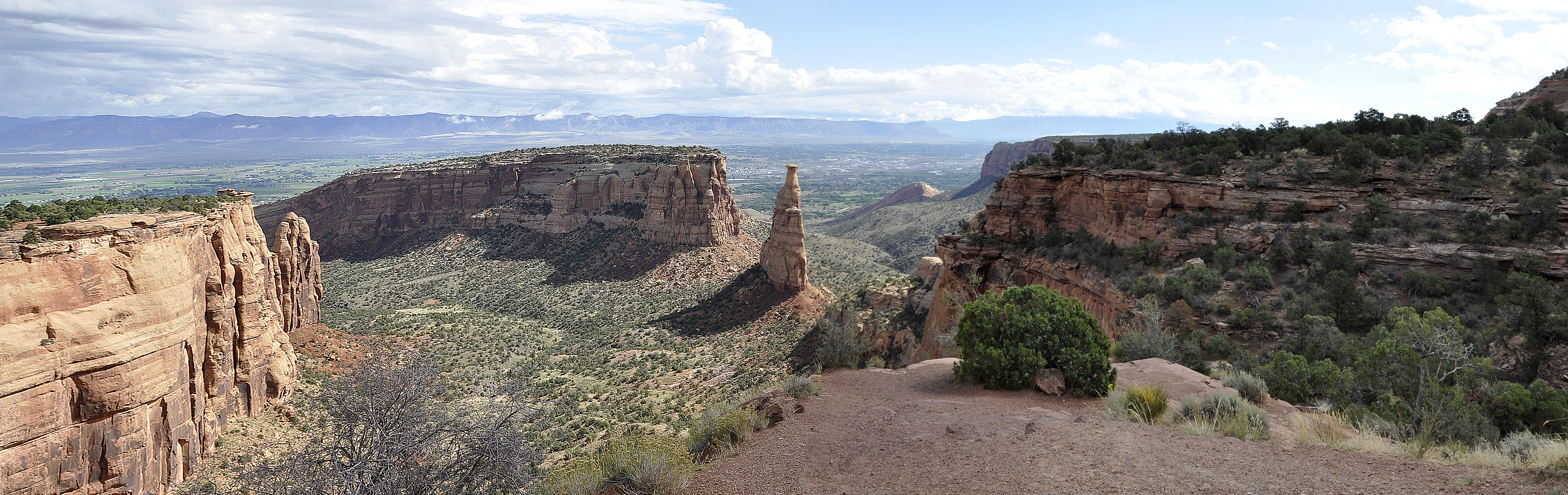
Independence Monument (rechts van het midden)
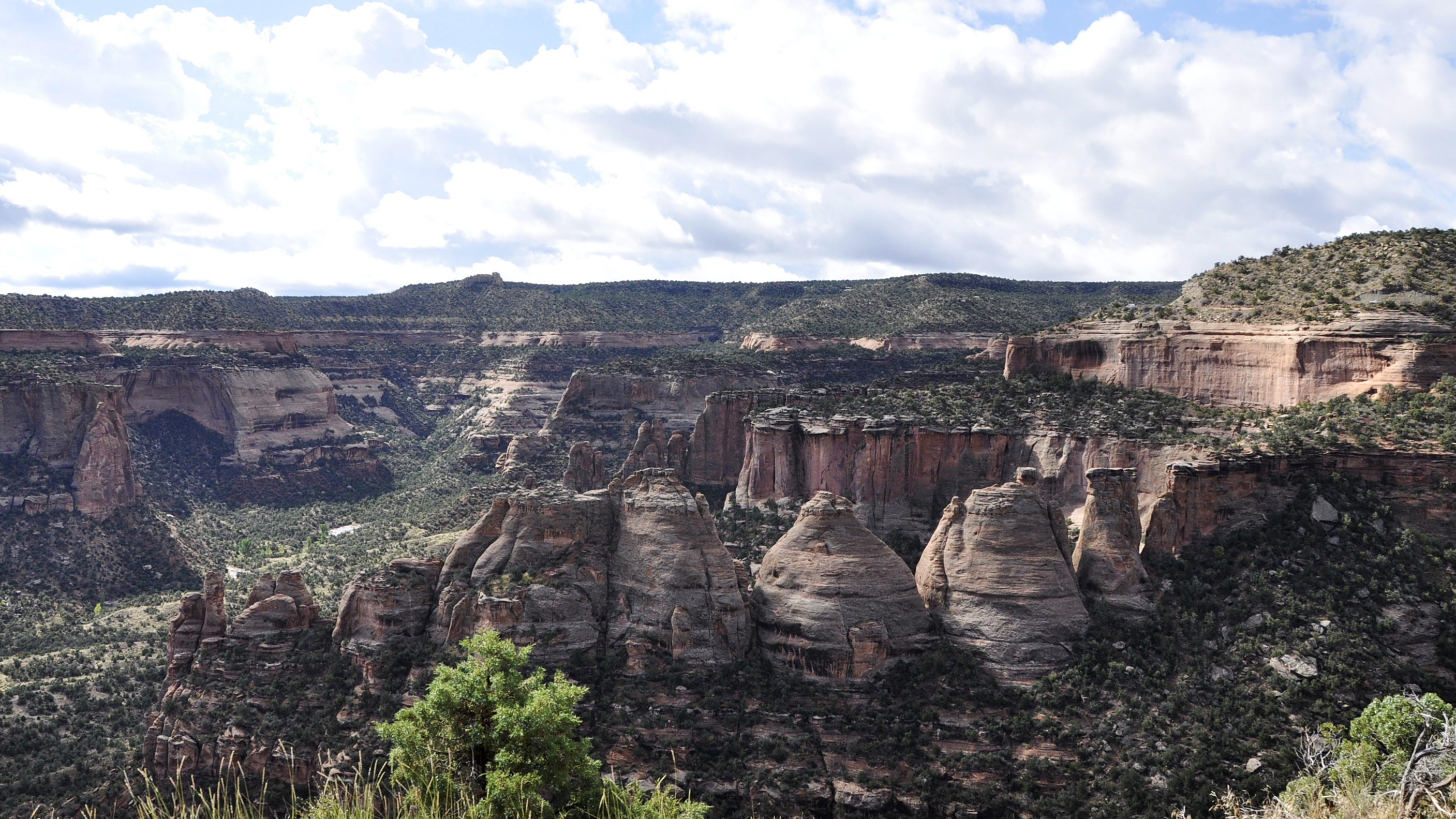
Coke Ovens
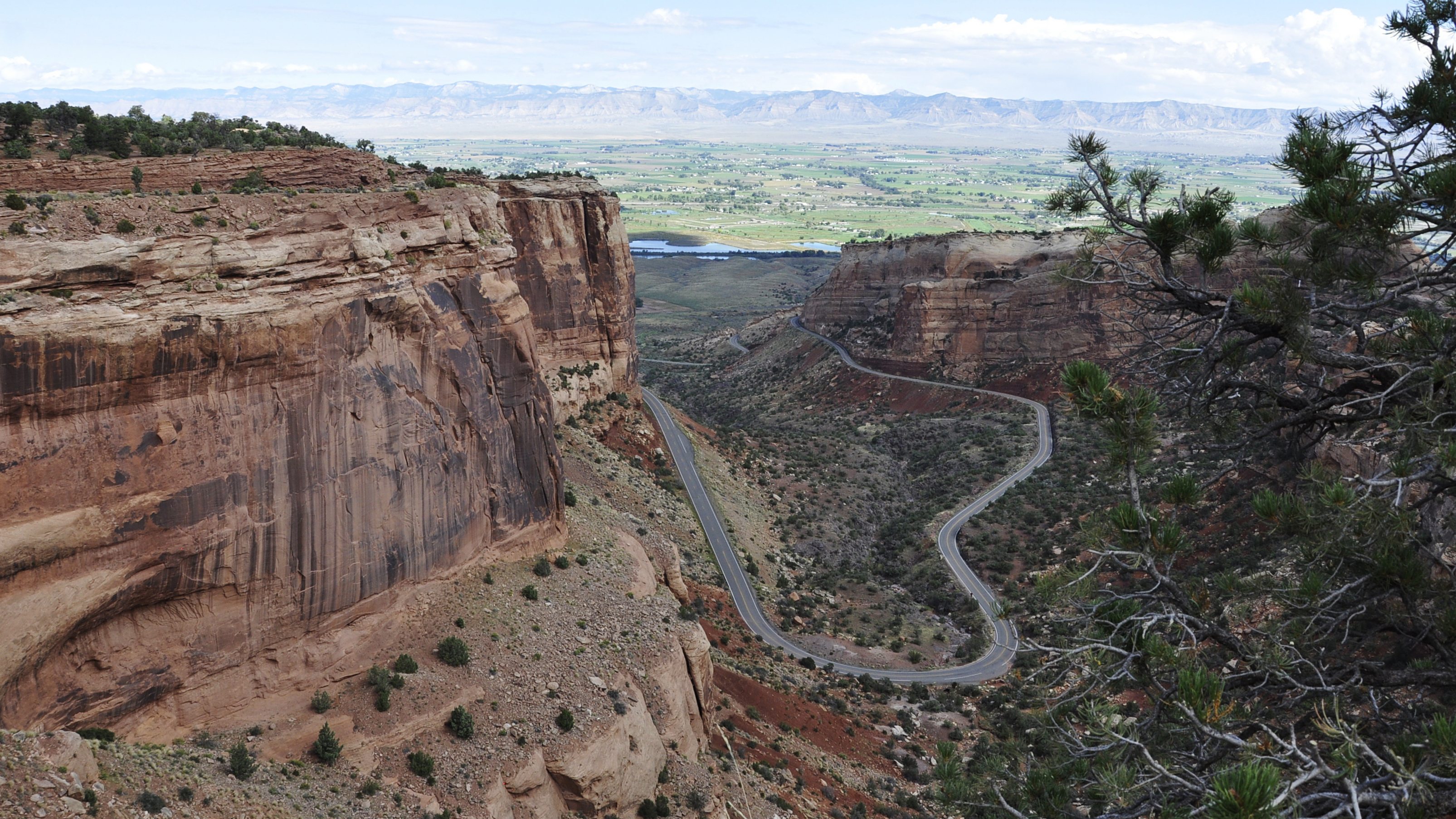
Fruita Canyon